# Puente por volados sucesivos

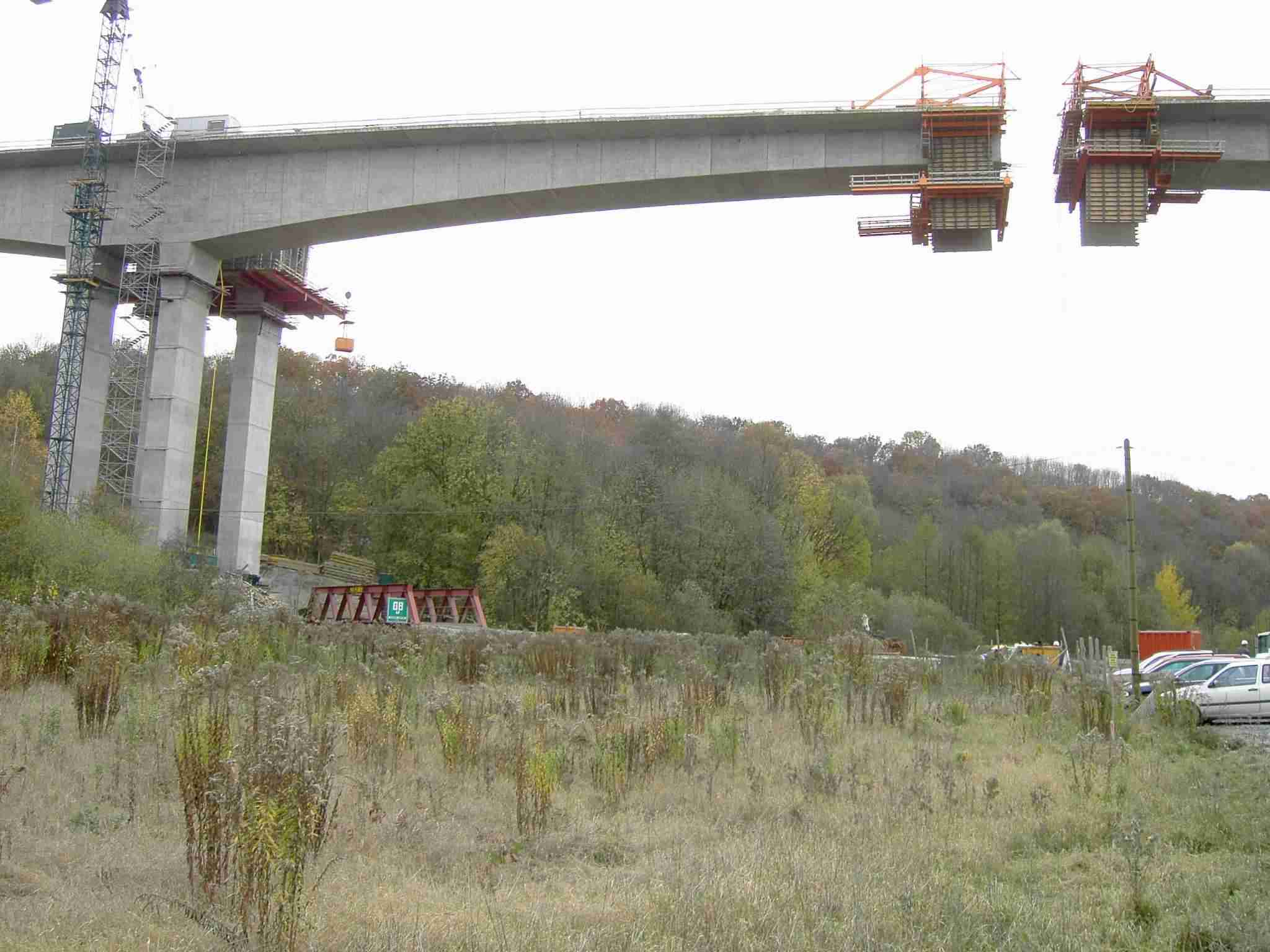
Construcción por volados sucesivos.

La expresión puente por volados (voladizos) sucesivos hace referencia a un procedimiento de construcción utilizado con frecuencia en grandes puentes. El método consiste en construir la superestructura a partir de las pilas o pilones, agregando tramos parciales que se sostienen del tramo anterior. Esta maniobra se realiza de manera más o menos simétrica a partir de cada pilón, de manera que se mantenga equilibrado y no esté sometido a grandes momentos capaces de provocar su vuelco.
Puede utilizarse en puentes construidos con cualquier material, aunque lo común es que se reserve para puentes viga de sección hueca construidos en hormigón postensado, en los cuales las secciones parciales se construyen In-situ (en el sitio) mediante la técnica de encofrado deslizante o se construyen como dovelas prefabricadas que se llevan a su sitio mediante grúas de gran porte.

## Tipología estructural
Si una vez que están todas colocadas se procede a unir el extremo que se apoya en un pilón con el extremo que se apoya en el pilón adyacente, se trata de un puente viga; también podría tratarse, al menos desde un punto de vista formal, de un puente en arco, un puente atirantado o un puente colgante.
Por el contrario, si ambas secciones se aproximan pero trabajan independientemente, apoyada cada una en un pilón, se trata de un puente en ménsula (cantilever bridge). Un puente en ménsula, también llamado puente en voladizo, es un caso particular de puente viga que, cuando se ha construido por volados sucesivos, suele disponerse como viga tipo Gerber.

## Procedimiento constructivo, paso a paso
En primer lugar se coloca la dovela 0, y se sitúa en cabeza de pila, sobre cuatro gatos. Estabilidad durante construcción empotrando mediante armadura postesa a cabeza de pilas. La dovela 0 pesa más que las demás dovelas, debido al macizado.
Las siguientes dovelas se colocan alternativamente a cada lado de la dovela 0, mediante el lanzador de dovelas, configurando una T.
El lanzador de dovelas consiste en una pareja de vigas metálicas de celosía sobre las que se desplaza un pórtico grúa que transporta las dovelas hasta su posición.
Cada dovela se une provisionalmente a la anterior mediante barras rectas de armadura postesa.
Cada cierto número de dovelas se realiza un postesado definitivo. Se retiran los gatos. Si es necesario, los voladizos laterales de la sección cajón se realizan in situ.